# ジョルジ・ジョゼ・エミリアーノ・ドス・サントス
ジョルジ・ジョゼ・エミリアーノ・ドス・サントス（Jorge José Emiliano dos Santos、1954年3月3日 - 1995年2月21日）は、ブラジルのリオデジャネイロ市出身のサッカー審判員である。1995年にエイズが原因で死亡した。
一般的には雛菊という意味のMargarida（マルガリーダ）というアペリード（通名）で知られる。派手なユニフォーム、カードを出す時や試合終了の笛を吹く際の海老反った姿や、選手に駆け寄る際のユニークな動作で知られている。YouTubeにもgay funny referee というタイトルの動画がアップされ、ゲイ・レフェリーとして呼ばれることになった。日本でも踊る審判というタイトルの同じ動画がアップされている。